# Izabrani radovi T. V. Spiveta
Izabrani radovi T. V. Spiveta (engl. The Selected Works of T.S. Spivet) je roman Rejf Larsena izdat 2009.

## Radnja
Glavni junak, Spivet, iako je dvanaestogodišnji dečak, pokazuje izuzetan talenat u kartografiji. Neobične i vrlo detaljne mape koje su u vezi sa prirodom, ali i njegovom porodicom su ujedno i ilustracije ovog dela. Njegov život se menja kada je iz Smitsonijana dobio telefonski poziv u kojem saznaje da je osvojio prestižnu Berdovu nagradu. Tada započinje njegovo putovanje koje ga vodi do znamenitih muzejskih holova...

## Kritike
Od kada je publikovana u junu 2009, knjiga je uključena među 100 najboljih na sajtu Amazon.com. Većina kritika je pohvalila knjigu zbog njene originalnosti, uključujući i magazin Vanity Fair gde je opisana kao „ništa do sada što ste kupili“. Posebno ju je pohvalio Stiven King, rekavši da je ona spoj nespojivog; Marka Tvena, Tomasa Pinčona i Male mis Sanšajn. Prema njegovom mišljenju, dobra knjiga će zabaviti čitaoca, ali ova je više od toga, ona je pravo „blago“. Geri Štajngart je izjavio kako mu je „mozak porastao od ove knjige“. Izdavačka kuća „Geopoetika“ koja je i objavila ovu knjigu je opisuje kao vedru, zabavnu i beskrajno čarobnu.
Ipak, neke kritike ukazuju na značajno „usporavanje“ radnje, pripisujući to neiskustvu autora. Jedna od takvih kritika pokazuje nezadovoljstvo (razočaranost) zaključkom u delu. Takođe, iako mnoge kritike pohvaljuju ilustracije u delu, neke druge smatraju da su preterane; u magazinu New York Times je praćenje glavnog teksta i propratnih objašnjenja opisano kao „iscrpljujuće“.

## Spoljašnje veze
- Zvanična internet stranica Архивирано на веб-сајту  (28. јануар 2011) (језик: енглески)